# Festuca uninodis
Festuca uninodis är en gräsart som beskrevs av Eduard Hackel och Teodoro Theodor Juan Vicente Stuckert. Festuca uninodis ingår i släktet svinglar, och familjen gräs. Inga underarter finns listade i Catalogue of Life.